# Dorfkirche Hötzelsroda

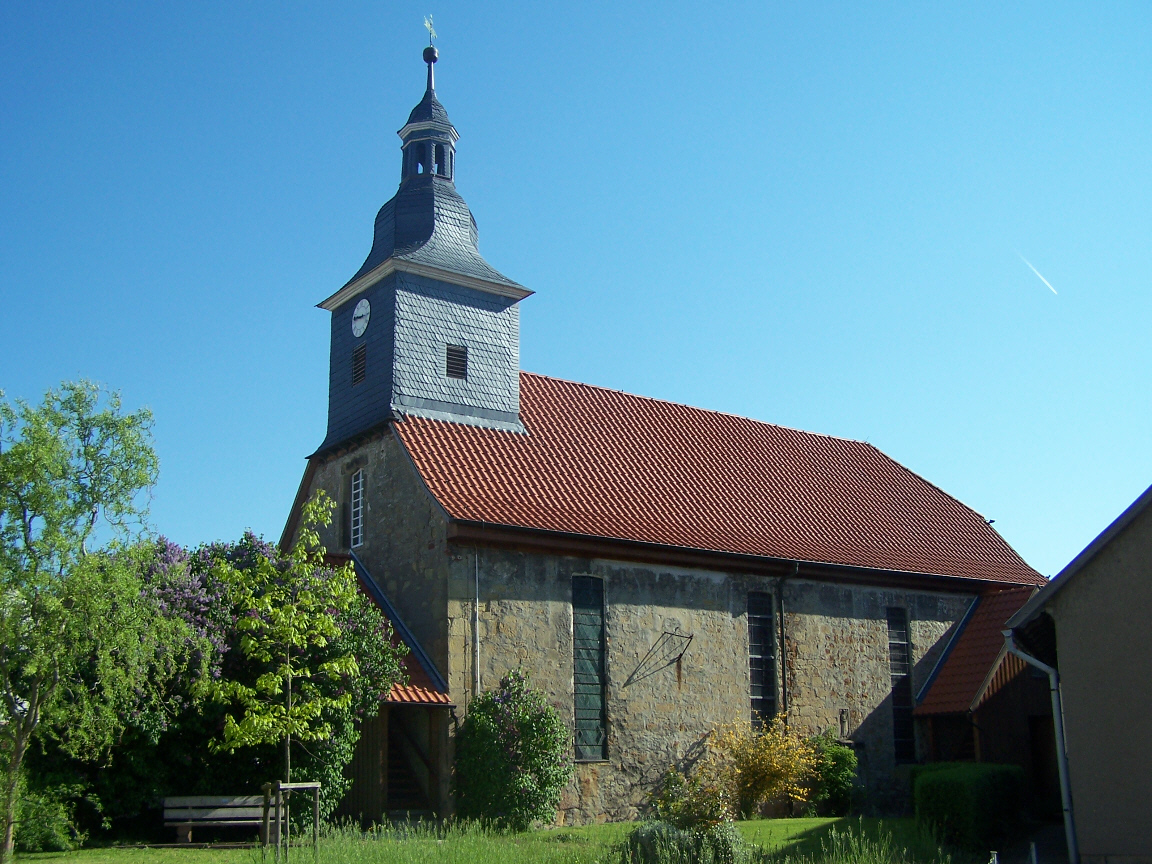
Die Kirche

Die evangelisch-lutherische Dorfkirche Hötzelsroda steht im Kern des Ortes Hötzelsroda, der jetzt ein Stadtteil der kreisfreien Stadt Eisenach in Thüringen ist.

## Geschichte
Die Dorfkirche wurde im Jahr 1716 aus gelben Sandsteinquadern und Bruchsteinen erbaut. Das Gotteshaus geriet 1792, vermutlich durch Blitzeinschlag, in Brand, wobei der Dachstuhl Feuer fing und zum Teil erneuert werden musste. In den 1920er Jahren wurden bei einer Reparatur noch verkohlte Balken vorgefunden und ausgewechselt.
Nach der politischen Wende erfolgte eine grundhafte Sanierung, verbunden mit einer Hausschwammsanierung. 1999 wurde der Kirchturm saniert und das Dach neu eingedeckt. Für 2016 ist eine Sanierung des Innenraums vorgesehen, hierbei soll unter anderem die baufällige Orgel ausgebaut und dadurch der Altarraum vergrößert werden.

## Ausstattung
Innen ist die Kirche ein schlichter Bau mit einer fast umlaufenden Empore, einer hölzernen Kanzel aus der Erbauungszeit sowie einem alten Taufstein aus Sandstein. Über dem Altarraum befindet sich die Orgel. Ortsbildprägend ist der auf der Westseite befindliche Dachreiter.

## Orgel
Die 1821 von der Orgelbauerfamilie Ratzmann aus Ohrdruf in die Kirche eingebaute Orgel gilt als eine der ältesten erhaltenen der Orgelbauerfamilie. Schon kurz nach ihrer Erbauung wurde sie von der Empore über dem Kircheneingang auf die gegenüberliegende Westseite umgesetzt, um mehr Platz im Kircheninnenraum zu schaffen. Seitdem steht sie vor den Kirchenfenstern über dem Altarraum und verengt und verdunkelt dadurch den Innenraum. 1925 wurde sie letztmals umfassend in Stand gesetzt und um ein Elektrogebläse ergänzt. Die Prospektpfeifen wurden entfernt und 1934 erhielt das Instrument einen neuen Anstrich.
1996 wurde das stark reparaturbedürftige Instrument außer Betrieb genommen und durch eine elektronische Orgel ersetzt. Die Kirchgemeinde suchte seit dem Interessenten, die die Orgel abtransportieren, sanieren und einer neuen Verwendung zuführen wollten.
Am 4. Juli 2016 begann der Umzug verbunden mit einer umfassenden Restaurierung der Ratzmann-Orgel in die Dorfkirche Pessin.